# 大森賢治
大森 賢治（おおもり けんじ、1962年11月10日 - ）は、日本の物理学者、化学者。自然科学研究機構分子科学研究所教授。熊本市出身。

## 経歴
- 熊本県立熊本高等学校卒業
- 1987年 東京大学工学部卒業
- 1992年 東京大学大学院工学系研究科博士課程修了、東京大学工学博士「炭化水素系の原子及びラジカル反応の速度定数及び反応機構に関する実験的研究」
- 1992年 東北大学科学計測研究所助手
- 2001年 東北大学多元物質科学研究所助教授
- 2003年 - 現在 分子科学研究所教授
- 2004年 - 2005年 東北大学客員教授
- 2007年 - 2010年 分子科学研究所分子制御レーザー開発研究センター長
- 2007年 - 2008年 東京工業大学客員教授
- 2009年 - 2011年 東京大学客員教授
- 2014年 - 2016年 ストラスブール大学客員教授
- 2010年 - 現在 分子科学研究所光分子科学研究領域研究主幹
- 2012年 - 現在 ハイデルベルク大学客員教授（フンボルト賞受賞者）

## 研究
光と物質の量子力学的な相互作用の観測と制御、およびその工学応用に関する研究を行っている。これまでに、分子の中の量子力学的な物質波が描く時空間模様をフェムト秒ピコメートルの精度でデザインし可視化することに成功している[1, 2]。またこの技術を応用して、1個の分子でスーパーコンピューターの1,000倍以上の速さで計算する分子コンピューターを開発した[3, 4]。さらに、絶対零度近くの極低温原子とアト秒精度の超高速コヒーレント制御を組み合わせるという全く新しい発想で、量子多体系の非平衡ダイナミクスを１ナノ秒でシミュレートする超高速量子シミュレータの開発に成功した[5]。

## 受章・受賞・栄誉
2007年に、日本の若手研究者（45歳以下）の最高の栄誉とされる日本学士院学術奨励賞を受賞した他、2009年のアメリカ物理学会フェロー表彰、2012年のフンボルト賞受賞など、国際的な評価が高い。
- 1998年 光科学技術研究振興財団研究表彰
- 2007年 日本学術振興会賞
- 2007年 日本学士院学術奨励賞
- 2008年 Norman Hascoe Distinguished Lecturer, University of Connecticut, USA
- 2009年 アメリカ物理学会フェロー表彰
- 2012年 フンボルト賞
- 2017年 松尾財団宅間宏記念学術賞
- 2018年 文部科学大臣表彰・科学技術賞
- 2021年 紫綬褒章（量子物理学研究功績）[1][2]

## 編著
- 『アト秒科学 1京分の1秒スケールの超高速現象を光で観測・制御する』 化学同人 2015年